# Im Taxi mit Madeleine
Im Taxi mit Madeleine (Originaltitel: Une belle course, dt.: „Eine schöne Fahrt“, internationaler Titel: Driving Madeleine) ist ein französischer Spielfilm von Christian Carion aus dem Jahr 2022. Die Tragikomödie handelt von einer alten Dame, die auf dem Weg mit dem Taxi ins Pflegeheim dem Fahrer ihre Lebensgeschichte erzählt. Die Hauptrollen übernahmen Line Renaud und Dany Boon.
Der Film ist am 23. August 2022 auf dem Festival du Film Francophone in Angoulême uraufgeführt worden.

## Handlung
Bry-sur-Marne in der Gegenwart: Die 92-jährige Madeleine Keller ruft ein Taxi, das sie ins Altersheim bringen soll, in dem sie von jetzt an leben wird. Sie wird daraufhin von Charles abgeholt, einem leicht desillusionierten Taxifahrer. Madeleine bittet ihn, vor der Ankunft im Pflegeheim die Orte in Paris abzufahren, die in ihrem Leben von Bedeutung waren. Sie möchte sie ein letztes Mal sehen. Der sentimentale Charles stimmt zu und lernt durch die Fahrt die außergewöhnliche Vergangenheit der alten Frau kennen: Ihre Mutter war Garderobiere in einem Theater. Ihr Vater wurde von den Nazis ermordet. Sie verliebte sich nach der Befreiung von Paris in einen US-amerikanischen Soldaten, der aber zurück in sein Heimatland ging, wo er verheiratet war, der aber Vater ihres Kindes ist. Sie heiratete einen Schweißer, der sich aber an ihrem Sohn störte, gewalttätig war und sie vergewaltigte. Als er auch ihren Sohn schlug, wehrte sie sich und verletzte ihn schwer, woraufhin sie für 13 Jahre inhaftiert wurde. Ihr Sohn brach sein Jura-Studium ab und wurde Fotograf; bei einem Auslandseinsatz als Kriegsreporter starb er im Vietnamkrieg bei Saigon. Während der Taxifahrt und ihren Pausen schließen Madeleine und Charles Freundschaft miteinander. Die Taxifahrt bringt ihn aus der Fassung und prägt sein und ihr Leben nachhaltig. Kurz darauf stirbt sie und vermacht ihm eine Summe Geld.

## Synchronisation
Die deutsche Fassung entstand in den Studios der Eclair Studios Germany GmbH in Berlin. Dialogbuch und Regie übernahm Heike Kospach.
| Darsteller           | Rolle               | Synchronsprecher       |
| -------------------- | ------------------- | ---------------------- |
| Line Renaud          | Madeleine           | Isabella Grothe        |
| Dany Boon            | Charles             | Olaf Reichmann         |
| Alice Isaaz          | Madeleine (jung)    | Katharina Schwarzmaier |
| Jérémie Laheurte     | Raymond Haguenot    | Jannik Endemann        |
| Nadir Legrand        | Banker              | Roland Wolf            |
| Gwendoline Hamon     | Denise Keller       | Daniela Hoffmann       |
| Frederic Cherbouef   | Grégoire            | Maik Rogge             |
| Julie Delarme        | Karine              | Marieke Oeffinger      |
| Thomas Alden         | Mathieu (erwachsen) | Nicolas Rathod         |
| Hadriel Roure        | Mathieu (Kind)      | Emilio Sablik          |
| Christian Carion     | Notar               | Bernd Vollbrecht       |
| Philippe Beautier    | Polizist            | Thomas Wenke           |
| Christophe Rossignon | Richter             | Lutz Schnell           |
| Elie Kaempfen        | Matt                | n.n.                   |
| Jacques Courtès      | Daniel              | n.n.                   |

## Hintergrund
Im Taxi mit Madeleine ist der siebte Spielfilm von Regisseur Christian Carion, für das er gemeinsam mit Cyril Gely auch das Drehbuch verfasste. Für die Hauptrollen verpflichtete er mit der Schauspielerin und Sängerin Line Renaud und dem Schauspieler, Komiker und Regisseur Dany Boon namhafte Darsteller des französischen Kinos. Boon hatte Renaud bereits mit Rollen in seinen selbst inszenierten Filmen Trautes Heim, Glück allein (2006), Willkommen bei den Sch’tis (2008) und Die Sch’tis in Paris – Eine Familie auf Abwegen (2018) betraut. Er lobte die Zusammenarbeit mit ihr überschwänglich: „Sie [Renaud] ist unglaublich und sie hat diese Energie, diese Liebe für andere, die Leidenschaft für ihre Kunst, ihren Beruf und ihr Leben. Dafür ist sie erstaunlich. Es ist sehr bewegend für mich, mich mit ihr zu finden und mit ihr zu spielen. Es ist ein schönes Geschenk des Lebens“, so Boon.
Die Dreharbeiten begannen im Mai 2021. Carion arbeitete dabei erneut mit den ihm bekannten Pierre Cottereau (Kamera) und Loïc Lallemand (Schnitt) zusammen. Als Produzentin fungierte Laure Irrmann, die an früheren Werken des Regisseurs als Kodrehbuchautorin aufgetreten war.

## Veröffentlichung
Im Taxi mit Madeleine lief am 23. August 2022 als Eröffnungsfilm des Festival du film francophone in Angoulême. Die internationale Premiere war im September 2022 auf dem Filmfestival von Toronto. Der Film lief am 21. September 2022 im Verleih von Pathé in den französischen Kinos an, in Deutschland lief er im Verleih von Studiocanal ab 13. April 2023.